# Municipio de San Francisco Nuxaño
El municipio de San Francisco Nuxaño es uno de los 570 municipios que conforman al estado mexicano de Oaxaca. Pertenece al distrito de Nochixtlán, dentro de la región mixteca. Su cabecera es la localidad de San Francisco Nuxaño.

## Geografía
El municipio abarca 22.01 km² y se encuentra a una altitud promedio de 2330 m s. n. m., oscilando entre 2600 y 2100 m s. n. m.

## Demografía
De acuerdo al último censo, realizado por el INEGI en 2010, en el municipio habitan 378 personas, repartidas entre 3 localidades.